# Dignitas
Dignitas (latinsky důstojnost) je švýcarská nezisková organizace zajišťující asistovanou sebevraždu. Kromě toho vykonává poradenskou činnost v oblasti paliativní péče, navrhuje směrnice o postupu zdravotní péče a prevenci pokusů o sebevraždu, a také se angažuje v soudních případech a legislativních projektech týkajících se práva na smrt po celém světě. Organizaci založil v roce 1998 právník a aktivista pro eutanazii Ludwig A. Minelli.
Do konce roku 2020 Dignitas umožnila 3 248 lidem zemřít doma ve Švýcarsku či ve vlastních prostorách poblíž Curychu. Asistovanou sebevraždu zde spáchali i Češi. Asi 21 % sebevrahů netrpí nevyléčitelnými chorobami a k asistované sebevraždě je vedou jiné důvody. Mezi klienty patří i lidé, trpící pouhou depresí, kterou Minelli údajně také v některých případech považuje za „nevyléčitelnou chorobu“; na stránkách organizace je ale uvedeno, že klientům s duševními chorobami asistenci při sebevraždě neposkytují, protože „švýcarské právo a švýcarští psychiatři s tím dosud nesouhlasí“. Mezi klienty Dignitas patřily i některé známé osobnosti, např. autor komiksů John Hicklenton, francouzská spisovatelka, překladatelka a lesbická aktivistka Michèle Causseová či britský dirigent Edward Downes.
Sebevrah nejprve projde několikaměsíčním obdobím konzultací s odborníky a několikrát s časovým odstupem musí písemně i ústně projevit svou vůli asistovanou sebevraždu podstoupit, naposledy bezprostředně před výkonem. Některá svědectví však  hovoří o provedení sebevraždy několik hodin po příletu do Švýcarska. Před sebevraždou jsou sebevrahovi podány léky proti zvracení, sebevražda sama je provedena pomocí smrtelné dávky pentobarbitalu rozpuštěné ve sklenici vody nebo džusu, pokud to není možné, pak prostřednictvím krmicí trubice či nitrožilně (v takovém případě ale musí přísun jedu zahájit sám sebevrah, aby nešlo o eutanazii). V několika případech bylo experimentálně použito také zadušení pomocí helia, aby se organizace vyhnula nutnosti nechat si jed předepsat od lékaře. Švýcarům se asistence při sebevraždě většinou poskytuje doma, klientům z jiných zemí v budově organizace. Sebevrahům, pokud si to přejí, dělají společnost rodinní příslušníci nebo profesionální společníci.
Dignitas se prezentuje jako nezisková organizace (švýcarské zákony zakazují provádět asistovanou sebevraždu „ze zištných důvodů“), po sebevrazích nicméně požaduje poplatek ve výši čtyř až sedmi tisíc eur (podle toho, zda Dignitas zajišťuje i pohřeb a další služby) „na pokrytí nákladů“. Minelli na chodu instituce značně zbohatl, podle bývalé zaměstnankyně Sorayi Wernliové, která o svých zkušenostech z Dignitas napsala značně kritickou knihu, mu klienti často odkazují svůj majetek. Organizace natočila také několik propagačních dokumentů, v nichž prezentuje i videozáznamy sebevražd (např. Right to Die?, 2008).
Klinika Dignitas se potýká s právními problémy, jednou z mediálně známých kauz bylo například vhazování uren s popelem sebevrahů do Curyšského jezera v letech 2008–2010.